# Gouvernement Neukastilien

Aufteilung Südamerikas gemäß der Capitulación von Toledo (1529). Der Bereich, der Pizarro zugesprochen wurde, war Neukastilien in seiner ursprünglichen Größe.

Aufteilung Südamerikas durch Karl V. zwischen 1534 und 1542

Das Gouvernement Neukastilien (spanisch Gobernación de Nueva Castilla) war eine spanische Kolonie in Südamerika. Das zu diesem Zeitpunkt noch weitgehend unbekannte Gebiet im heutigen Peru und Ecuador wurde 1529 dem Conquistador Francisco Pizarro zugesprochen. 1534, nach der Eroberung des Inkareichs, wurde Neukastilien nach Süden hin erweitert und das daran angrenzende Gebiet als Gouvernement Neutoledo (Nueva Toledo) Pizarros Partner Diego de Almagro zugesprochen. 1542 gingen beide Gebiete im neu gegründeten Vizekönigreich Peru auf.

## Geschichte
Pizarro und Almagro hatten ab 1524 in zwei Expeditionen die Nordwestküste Südamerikas erkundet und Kunde vom Inkareich erhalten, das von den Spaniern Peru genannt wurde. 1528 reiste Pizarro nach Spanien und erhielt am 25. Juli 1529 in der Capitulación von Toledo die königliche Erlaubnis für die Kolonisierung. Sein Gebiet erstreckte sich vom Río Santiago (1° 20′ N) aus 200 Leguas (17,5 Leguas = 1 Breitengrad) weit nach Süden, d. h. bis ca. 10° S. Die weiter südlich anschließenden 200 Leguas erhielt zunächst Simón de Alcazaba; dessen Expedition dorthin fand aber nie statt. 
Pizarro und Almagro gelang 1532–1534 tatsächlich die Eroberung des Inkareichs, das sich weit über die Grenzen „Neukastiliens“ hinaus in den Süden erstreckte. Mit einem Erlass (real cédula) erweiterte König Karl 1534 Pizarros Gouvernement um 70 Leguas nach Süden; die anschließenden 200 Leguas südlich davon wurden Almagro, der sich in seinen Ansprüchen übergangen gefühlt hatte, als Gouvernement „Neutoledo“ zugeteilt. 
Hauptstadt Neukastiliens wurde 1534 zunächst Jauja, ab 1535 dann die neu gegründete Stadt Ciudad de los Reyes (Lima). Um die Inkahauptstadt Cusco entbrannte ein Zwist zwischen Pizarro und Almagro: Die Grenze zwischen Neukastilien und Neutoledo war unpräzise definiert, und jeder der beiden reklamierte die Stadt für sein Herrschaftsgebiet. Dieser Konflikt führe schließlich zum gewaltsamen Tod von Almagro (1538) und Pizarro (1541). Daraufhin übernahm die spanische Krone die Verwaltung und etablierte am 20. November 1542 das Vizekönigreich Peru.